# Die Spinne
Die Spinne (La araña, en alemán) fue una organización creada a partir de la derrota de la Alemania nazi. Sus objetivos fueron, primero, evacuar a los dirigentes nazis a distintos destinos considerados seguros y en los cuales se había organizado su acogida (Argentina, España, Egipto, Paraguay, Chile etc.) a fin de librarlos tanto de las represalias como del afrontamiento de sus responsabilidades por el Holocausto, y, posteriormente, la reorganización a escala mundial del movimiento nazi, objetivos que compartía con la organización también clandestina ODESSA, creada por antiguos miembros de las SS.
Estas organizaciones se encargaron tanto de juntar importantes cantidades de dinero como de expedir documentos falsos (pasaportes, salvoconductos, etc.), para facilitar la huida y posterior ocultamiento de los criminales de guerra nazis, en lo que se conoce como las «rutas de las ratas», en donde estuvieron implicados entre otros sacerdotes de la Iglesia católica, de la orden de los franciscanos, incluso  obispos, como fue el caso de Alois Hudal.